# Einsenken
Das Einsenken ist ein Fertigungsverfahren aus der Gruppe des Eindrückens, das zum Druckumformen zählt.
Beim Einsenken wird das Werkzeug, der Einsenkstempel, in das Werkstück hineingedrückt, selten wird das Werkstück über das Werkzeug gedrückt. Die Werkzeugbewegung ist geradlinig, meist senkrecht zur Oberfläche. Ein Gleiten über die Oberfläche findet nicht statt. Verglichen mit dem verwandten Einprägen, das ebenfalls zum Eindrücken zählt, sind die Formen beim Einsenken tief und die Genauigkeiten hoch.
- Beim freien Einsenken sind die Wände des Werkstücke seitlich nicht abgestützt, sodass es ausweichen kann. Das freie Einsenken wird genutzt, wenn die eingesenkte Querschnittsfläche des Werkzeuges klein ist gegenüber dem Querschnitt des Werkstückes.
- Wenn die Wände des Werkstückes seitlich abgestützt werden durch ein Spannmittel, kommt es an den Seiten des Werkzeuges zu einem Werkstofffluss, der der Werkzeugbewegung entgegengerichtet ist. Wegen des günstigeren Spannungszustandes sind dabei höhere Genauigkeiten möglich.

Das Einsenken wird hauptsächlich in der Kaltumformung angewandt, da so höhere Genauigkeiten möglich sind als in der Warmumformung.
Angewandt wird es zur Herstellung von Gesenken, Spritzgusswerkzeugen, Gussformen oder Werkzeugen zum Prägen. Es wird verdrängt vom CNC-Fräsen und vom Erodieren.
Die Einsenkstempel werden poliert und zur Verringerung der Reibung teils auch verkupfert. Zusätzlich können Schichten aus Phosphat genutzt werden, die mit Schmiermittel beschichtet werden können. Die Werkstoffe der Werkzeuge hängen ab von denen der Werkstücke sowie von den genauen Prozessparametern.